# Baron Donington
Baron Donington, of Donington Park in the County of Leicester, war ein erblicher britischer Adelstitel in der Peerage of the United Kingdom.
Familiensitze der Barone waren Donington Hall in Leicestershire und Willesley Hall in Derbyshire.

## Verleihung und Geschichte des Titels
Der Titel wurde am 4. Mai 1880 für Charles Abney-Hastings (geborener Charles Clifton), Witwer der Edith Abney-Hastings, 10. Countess of Loudoun (geborene Edith Rawdon-Hastings) geschaffen. Die Eheleute hatten 1859 den Familiennamen Abney-Hastings angenommen.
Sein ältester Sohn Charles Rawdon-Hastings, der ihm 1895 als 2. Baron Donington nachfolgte, hatte bereits 1874 von seiner Mutter die Titel 11. Countess of Loudoun, 18. Baron Hastings, 21. Baron Botreaux, 20. Baron Hungerford und 20. Baron de Moleyns geerbt und 1887 seinen Familiennamen zu Rawdon-Hastings geändert. Da er kinderlos blieb, fiel bei seinem Tod am 17. Mai 1920 fiel das Earldom Loudon an die älteste Tochter seines Bruders Paulyn Rawdon-Hastings (1856–1907), Edith Rawdon-Hastings, als 10. Countess, und die Baronien Hastings, Botreaux, Hungerford und de Moleyns fielen in Abeyance, zwischen dieser und ihren Schwestern. Die Baronie Donington war hingegen nur in männlicher Linie erblich und fiel an seinen jüngeren Bruder, Gilbert Clifton-Hastings-Campbell, der 1896 den Familiennamen Clifton-Hastings-Campbell angenommen hatte. Da dieser vier Töchter, aber keinen Sohn hinterließ, erlosch die Baronie Donington schließlich bei dessen Tod am 31. Mai 1927.

## Liste der Barone Donington (1880)
- Charles Abney-Hastings, 1. Baron Donington (1822–1895)
- Charles Rawdon-Hastings, 11. Earl of Loudoun, 2. Baron Donington (1855–1920)
- Gilbert Clifton-Hastings-Campbell, 3. Baron Donington (1859–1927)